# Waitschach
Waitschach ist eine Ortschaft in der Gemeinde Guttaring im Bezirk Sankt Veit an der Glan in Kärnten (Österreich). Der Ort wird von der Pfarrkirche Maria Waitschach dominiert und war im 19. Jahrhundert Hauptort der damals vorübergehend bestehenden Gemeinde Waitschach. Die Ortschaft hat 19 Einwohner (Stand 1. Jänner 2024).

## Lage
Die Ortschaft liegt im Guttaringer Bergland auf dem Gebiet der Katastralgemeinde Waitschach, nur etwa 1 ½ km westsüdwestlich von Hüttenberg (Gemeinde Hüttenberg, Kärnten), doch fast 400 Höhenmeter über jenem Ort. Zur Ortschaft gehören einige Häuser am Höhenzug rund um die Pfarrkirche, wie Angerer (Haus Nummer 2 ), Schneiderwirth (Nr. 15 , das ehemalige Gasthaus im Neubau südlich davon ist geschlossen) und Weber (Nr. 19 ).  Außerdem werden einige verstreut am Hang westlich unterhalb des Ortskerns befindliche Höfe zu Waitschach gezählt, und zwar von Norden nach Süden die Höfe Wabnegger (Nr. 13 ), Mayerhoffer (Nr. 11 ), Fedl und Leitner (Nr. 18 ).
Nördlich der Ortschaft liegt eine heute unbenannte, bis in die 1930er Jahre Kirchriegel genannte, 1200 m hohe Erhebung (). Auf ihr befindet sich ein Wasserreservoir, der Hochbehälter Waitschach (Baierberg), Teil der Gemeindewasserversorgung Guttaring.

## Geschichte
1282 wird Weissach genannt; 1455 Zweitschach.
In der Steuergemeinde Waitschach gelegen, gehörte der Ort in der ersten Hälfte des 19. Jahrhunderts zum Steuerbezirk Althofen. Bei Gründung der Ortsgemeinden 1850 kam Waitschach an die Gemeinde Waitschach, die jedoch schon 1865 aufgelöst und an Guttaring angeschlossen wurde. Bei der Gemeindestrukturreform 1973 wurde die Katastralgemeinde- und Gemeindegrenze bei Hüttenberg aus dem Görtschitztal heraus höher hinauf auf den Berg verlegt. Damit fielen zwei Höfe von Waitschach an die Gemeinde Hüttenberg und bilden dort seither eine eigene Ortschaft Waitschach (Gemeinde Hüttenberg).
Durch Land- und Höhenflucht hat sich die Einwohnerzahl seit Mitte des 19. Jahrhunderts um mehr als vier Fünftel verringert.

## Bevölkerungsentwicklung
Für die Ortschaft ermittelte man folgende Einwohnerzahlen:
- 1869: 21 Häuser, 147 Einwohner[5]
- 1880: 21 Häuser, 152 Einwohner[6]
- 1890: 16 Häuser, 89 Einwohner[7]
- 1900: 14 Häuser, 105 Einwohner[8]
- 1910: 13 Häuser, 88 Einwohner[9]
- 1923: 14 Häuser, 96 Einwohner[10]
- 1934: 87 Einwohner[11]
- 1961: 12 Häuser, 68 Einwohner[12]
- 2001: 15 Gebäude (davon 9 mit Hauptwohnsitz) mit 15 Wohnungen; 33 Einwohner und 2 Nebenwohnsitzfälle; 12 Haushalte; 1 Arbeitsstätte, 5 land- und forstwirtschaftliche Betriebe[13]
- 2011: 16 Gebäude, 21 Einwohner, 13 Haushalte, 1 Arbeitsstätte[14]
- 2021: 15 Gebäude, 18 Einwohner, 10 Haushalte, 2 Arbeitsstätten[15]

## Persönlichkeiten
- Josef Wolfgang Dobernig (1862–1918), Journalist, Politiker und Abgeordneter zum Reichsrat